# R. Murray Schafer
Raymond Murray Schafer (født 18. juli 1933 i Sarnia, Ontario, Canada, død 14. august 2021) var en canadisk komponist, skribent, underviser og miljøaktivist.
Schafer Studerede på University of Toronto, derefter Royal Schools of Music og Royal Conservatory og Music i London.
Han oprettede Studiet soundscape på Simon Frase University i 1960’erne og studerede lyd og sonoriteter og deres mange muligheder inden for musikken gennem tiden.
I 1987 blev han tildelt Glenn Gould Prisen, som udmærkelse for sine mange opdagelser på 
dette område.
I 2005 fik han Walter Carsen prisen, som er den højeste pris man kan modtage som canadisk kunstner, en slags lifetime achievement pris.
I 2009 modtog han Governor General´s Performing Arts Award For Lifetime Achievements.
Han har skrevet mange forskellige værker, men det er nok for sin opera The Princess of the Stars, at han er mest kendt.

## Udvalgte værker
- The Princess of the Stars – Partria 1-10
- Carnival of Shadows
- The Tuning of the World (Soundscape)
- The Enchanted Forrest
- voices of Tyranny
- The Thinking of Ear
- The Book of Noise
- The Composer in the Classroom
- When Words Sing
- On Canadian Music
- Music in The Cold
- World Soundscape Project
- A Sound education
- Ear Cleaning
- The Soundscape